# Шарль-Філіп Орлеанський
Принц Шарль-Філіп Марі Луї Орлеанський (нар. 3 березня 1973 в Парижі) — французький аристократ з Орлеанського дому, герцог Анжуйський (з грудня 2004 року).

## Походження
Принц Шарль Філіп Орлеанський є сином Мішеля Жозефа Бенуа Марі Орлеанського, графа Евро, й онуком Анрі (VI) Робера Фердинана Орлеанського (1908–1999), графа Паризького та колишнього претендента на французький трон, правнуком Жана (ІІІ) П'єра Клемана Орлеанського (1874–1940), герцога де Гіза, колишнього глави Орлеанського Дому. 

Інший дядько — Анрі (VII) Філіп П'єр Марі Орлеанський, граф Паризький, граф Клермонський, герцог Франції (нар. 1933) — на сьогодні є офіційним претендентом на французький королівський трон.

## Освіта
Навчався у французькому ліцеї в Мадриді. Потім вирушив до Франції, де навчався в коледжі Жуії і ліцеї Карла Великого в Парижі. Потім навчався в Страсбурзькому університеті, де здобув ступінь бакалавра в галузі комп'ютерної інформатики.

## Родина
21 червня 2008 принц Шарль-Філіп Орлеанський, герцог Анжуйський, одружився з Донною Діаною Маріаною Вікторією Алваріш Перейра де Мелу (нар. 25 липня 1978), 11-й герцогині Кадавал (з 2001). Церемонія одруження відбулася в кафедральному соборі Евори в Португалії. Наречену до вівтаря вів її хрещений батько — герцог де Браганса. Церковної церемонією керував колишній архієпископ Евори Хорхе Квінтал Маурільо де Говея. Свідками на весіллі були принц Жан Орлеанський, герцог де Вандом (кузен нареченого) Франсуа Орлеанський (молодший брат нареченого) Ізабель, герцогиня Браганса, і Олександра де Кадаваль (молодша сестра нареченої).

22 лютого 2012 у Лісабоні у подружжя народилася донька принцеса Ізабелла Орлеанська. Вона була названа на честь своєї прабабусі — Ізабелли Орлеанської-Браганс. Хрещеними батьками Ізабелли були принцеса Дора фон Левенштейн і принц Астурійський Філіп де Бурбон, майбутній король Іспанії.

## Магістр Ордену Святого Лазаря
У 2004 році принц Шарль-Філіп Орлеанський був обраний великим магістром філії Ордена Святого Лазаря Єрусалимського. Цей орден був створений під час Хрестових походів і з XIII в. (з правління короля Філіпа III Сміливого) до XVIII в. перебував під заступництвом королів Франції. Існувало дві філії ордена — Мальтійська і Паризька. Коли в 2004 році справа дійшла до об'єднання цих двох структур, частина членів Паризької філії не визнала цю угоду і створила окремий філіал ордена Святого Лазаря під протекторатом принца Генріха VII Орлеанського, графа Паризького. Обрання принца Анжуйського викликало багато суперечок в розділеному ордені. Його противники створили паралельну структуру Ордена Святого Лазаря.

Шарль-Філіп заснував фонд Святого Лазаря, фінансований Світовим співтовариством, який займається проблемою попиту на питну воду в майбутньому. У березні 2010 року з особистих причин принц пішов у відставку з посади великого магістра, але продовжив свою участь у його діяльності як великий пріор Франції та голова орденської ради.

## Участь у політиці
У 2012 році принц Шарль-Філіп Орлеанський виступив як незалежний кандидат на парламентських виборах у Франції. Балотувався по п'ятому виборчому округу для жителів Франції за кордоном. Округ охоплював Іспанію, Португалію, Андорру і Монако. Як кандидат у депутати він описав себе як «сильно прив'язаного до Франції республіканського правління» і додавав, що надалі він може приєднатися до правоцентристської партії. На виборах принц отримав сьоме місце, набравши 3,05% голосів. (В межах виборчого округу він зайняв четверте місце в Португалії, країні свого проживання, набравши 7,37%, і четверте місце в Монако з 5,33%).

## Титули
3 березня 1973 — 8 грудня 2004 — Його Королівська Високість Принц Шарль-Філіп Луї Марі Орлеанський і Паск'є де Франкла, Онук Франції

8 грудня 2004 — 21 червня 2008 — Його Королівська Високість Принц Шарль-Філіп Луї Марі Орлеанський і Паск'є де Франкл Герцог Анжуйський, Онук Франції

21 червня 2008 — теперішній час — Його Королівська Високість Принц Шарль-Філіп Луї Марі Орлеанський і Паск'є де Франкл де Алваріш Перейра де Мелу, Герцог Анжуйський, Герцог-Консорт Кадаваль, Онук Франції

Його короткий титул — Його Королівська Високість герцог Анжуйський і Кадаваль.